# روسلانا کاریچنکو
روسلانا کاریچنکو (انگلیسی: Ruslana Kyrychenko؛ زادهٔ ۲۲ فوریهٔ ۱۹۷۵) بازیکن زن بسکتبال اهل اوکراین بود.